# Lijst van voetbalinterlands Griekenland - Noord-Ierland
Deze lijst van voetbalinterlands is een overzicht van alle officiële voetbalwedstrijden tussen de nationale teams van Griekenland en Noord-Ierland. De landen speelden tot op heden negen keer tegen elkaar, te beginnen met een kwalificatiewedstrijd voor het Wereldkampioenschap voetbal 1962 op 3 mei 1961 in Athene. Het laatste duel, een groepswedstrijd tijdens de UEFA Nations League 2022/23, werd gespeeld in de Griekse hoofdstad op 27 september 2022.

## Wedstrijden
| № | Plaats  | Datum             | Competitie                  | Wedstrijd                   | Uitslag |
| - | ------- | ----------------- | --------------------------- | --------------------------- | ------- |
| 1 | Athene  | 3 mei 1961        | WK 1962 kwalificatie        | Griekenland – Noord-Ierland | 2 – 1   |
| 2 | Belfast | 17 oktober 1961   | WK 1962 kwalificatie        | Noord-Ierland – Griekenland | 2 – 0   |
| 3 | Athene  | 17 februari 1988  | Vriendschappelijk           | Griekenland – Noord-Ierland | 3 – 2   |
| 4 | Belfast | 2 april 2003      | EK 2004 kwalificatie        | Noord-Ierland – Griekenland | 0 – 2   |
| 5 | Athene  | 11 oktober 2003   | EK 2004 kwalificatie        | Griekenland – Noord-Ierland | 1 – 0   |
| 6 | Piraeus | 14 oktober 2014   | EK 2016 kwalificatie        | Griekenland – Noord-Ierland | 0 – 2   |
| 7 | Belfast | 8 oktober 2015    | EK 2016 kwalificatie        | Noord-Ierland – Griekenland | 3 – 1   |
| 8 | Belfast | 2 juni 2022       | UEFA Nations League 2022/23 | Noord-Ierland − Griekenland | 0 − 1   |
| 9 | Athene  | 27 september 2022 | UEFA Nations League 2022/23 | Griekenland − Noord-Ierland | 3 − 1   |

## Samenvatting
| Competitie          | Totaal gespeeld | Winst Griekenland | Gelijk | Winst Noord-Ierland | Doelsaldo Griekenland – Noord-Ierland |
| ------------------- | --------------- | ----------------- | ------ | ------------------- | ------------------------------------- |
| WK-kwalificatie     | 2               | 1                 | 0      | 1                   | 2 − 3                                 |
| EK-kwalificatie     | 4               | 2                 | 0      | 2                   | 4 − 5                                 |
| UEFA Nations League | 2               | 2                 | 0      | 0                   | 4 − 1                                 |
| Vriendschappelijk   | 1               | 1                 | 0      | 0                   | 3 − 2                                 |
| Totaal              | 9               | 6                 | 0      | 3                   | 13 − 11                               |

## Details

### Zesde ontmoeting
| EK 2016 kwalificatie (scheidsrechter Stéphane Lannoy, Piraeus, Griekenland, 14 oktober 2014): |              | |
| Griekenland | 0 – 2        | Noord-Ierland |
| | goals        | 9' Jamie Ward 51' Kyle Lafferty |
| Claudio Ranieri | bondscoach   | Michael O'Neill |
| Orestis Karnezis Vasilis Torosidis Loukas Vyntra 16' Sokratis Papastathopoulos Kostas Manolas Giannis Maniatis Panagiotis Tachtsidis Giorgos Samaras 67' Kostas Mitroglou Nikolaos Karelis Stefanos Athanasiadis 46' | opstellingen | Roy Caroll Aaron Hughes Chris Baird Gareth McAuley 78' Shane Ferguson Conor McLaughlin Steve Davis Corry Evans Oliver Norwood 72' Kyle Lafferty 59' Jamie Ward |
| Kostas Stafylidis 16' Andreas Samaris 46' Dimitris Salpigidis 67' | wissels      | 59' Ryan McGivern 72' Josh Magennis 78' Ben Reeves |
| Giorgos Samaras 33' Giannis Maniatis 59' Andreas Samaris 90' | gele kaarten | 28' Kyle Lafferty |
| - Debuut van Ben Reeves (MK Dons) voor Noord-Ierland. |              | |

EPO · A-internationals · Bondscoaches · Selecties · Grieks vrouwenelftal · Olympisch elftal · Griekenland U21 · Griekenland U20 · Griekenland U19 · Griekenland U18 · Griekenland U17 · Griekenland U16
1920 – 1929 ·
1930 – 1939 ·
1940 – 1949 ·
1950 – 1959 ·
1960 – 1969 ·
1970 – 1979 ·
1980 – 1989 ·
1990 – 1999 ·
2000 – 2009 ·
2010 – 2019 ·
2020 − 2029
EK 1980 · 
EK 2004 · 
EK 2008 · 
EK 2012
WK 1994 · 
WK 2010 · 
WK 2014
OS 1920 · 
OS 1952 · 
OS 2004
1920 · 
1921–1928 · 
1929 · 
1930 · 
1931 · 
1932 · 
1933 · 
1934 · 
1935 · 
1936 · 
1937 · 
1938 · 
1939–1947 · 
1948 · 
1949 · 
1950 · 
1952 · 
1952 · 
1953 · 
1954 · 
1955 · 
1956 · 
1957 · 
1958 · 
1959 · 
1960 · 
1961 · 
1962 · 
1963 · 
1964 · 
1965 · 
1966 · 
1967 · 
1968 · 
1969 · 
1970 · 
1971 · 
1972 · 
1973 · 
1974 · 
1975 · 
1976 · 
1977 · 
1978 · 
1979 · 
1980 · 
1981 · 
1982 · 
1983 · 
1984 · 
1985 · 
1986 · 
1987 · 
1988 · 
1989 · 
1990 · 
1991 ·
1992 · 
1993 · 
1994 · 
1995 · 
1996 · 
1997 · 
1998 · 
1999 · 
2000 · 
2001 · 
2002 · 
2003 · 
2004 · 
2005 · 
2006 · 
2007 · 
2008 · 
2009 · 
2010 · 
2011 · 
2012 · 
2013 · 
2014 · 
2015 · 
2016 · 
2017 · 
2018 ·
2019 ·
2020 ·
2021 ·
2022 ·
2023
Albanië ·
Argentinië ·
Armenië ·
Australië ·
België ·
Bolivia ·
Bosnië en Herzegovina ·
Brazilië ·
Bulgarije ·
Canada ·
Chili ·
Colombia ·
Costa Rica ·
Cyprus ·
Denemarken ·
DDR · 
Duitsland ·
Ecuador · 
Egypte ·
El Salvador ·
Engeland ·
Estland ·
Ethiopië ·
Faeröer ·
Finland ·
Frankrijk ·
Georgië ·
Ghana ·
Gibraltar ·
Honduras ·
Hongarije ·
Ierland ·
IJsland ·
Israël ·
Italië ·
Ivoorkust ·
Japan ·
Joegoslavië ·
Kameroen ·
Kazachstan ·
Kosovo ·
Kroatië ·
Letland ·
Libië ·
Liechtenstein ·
Litouwen ·
Luxemburg ·
Malta ·
Marokko ·
Mexico ·
Moldavië ·
Montenegro ·
Nederland ·
Nieuw-Zeeland ·
Nigeria ·
Noord-Ierland ·
Noord-Korea · 
Noorwegen ·
Oekraïne ·
Oostenrijk ·
Palestina ·
Paraguay · 
Polen ·
Portugal ·
Qatar ·
Roemenië ·
Rusland ·
San Marino ·
Saoedi-Arabië · 
Schotland ·
Senegal · 
Servië · 
Slovenië ·
Slowakije ·
Sovjet-Unie ·
Spanje ·
Syrië ·
Tsjechië ·
Tsjecho-Slowakije ·
Turkije ·
Verenigde Staten ·
Wales ·
Wit-Rusland · 
Zuid-Korea ·
Zweden ·
Zwitserland
Colombia (2014) · 
Costa Rica (2014) · 
Duitsland (2012) · 
Ivoorkust (2014) · 
Japan (2014) ·
Polen (2012) ·
Portugal (2004, 2) · 
Rusland (2008) ·
Rusland (2012) ·
Spanje (2008) ·
Tsjechië (2012) ·
Zuid-Korea (2010) ·
Zweden (2008)
IFA · A-internationals · Selecties · Bondscoaches · Noord-Iers vrouwenelftal · Brits olympisch elftal · N-Ierland U21 · N-Ierland U20 · N-Ierland U19 · N-Ierland U18 · N-Ierland U17 · N-Ierland U16
1882 – 1899 ·
1900 – 1919 ·
1920 – 1929 ·
1930 – 1939 ·
1940 – 1949 ·
1950 – 1959 ·
1960 – 1969 ·
1970 – 1979 ·
1980 – 1989 ·
1990 – 1999 ·
2000 – 2009 ·
2010 – 2019 ·
2020 – 2029
EK 2016
WK 1958 · 
WK 1982 · 
WK 1986
1921 · 
1922 · 
1923 · 
1924 · 
1925 · 
1926 · 
1927 · 
1928 · 
1929 · 
1930 · 
1931 · 
1932 · 
1933 · 
1934 · 
1935 · 
1936 · 
1937 · 
1938 · 
1939 · 
1940 · 1941 · 1942 · 1943 · 1944 · 1945 · 
1946 · 
1947 · 
1948 · 
1949 · 
1950 · 
1952 · 
1952 · 
1953 · 
1954 · 
1955 · 
1956 · 
1957 · 
1958 · 
1959 · 
1960 · 
1961 · 
1962 · 
1963 · 
1964 · 
1965 · 
1966 · 
1967 · 
1968 · 
1969 · 
1970 · 
1971 · 
1972 · 
1973 · 
1974 · 
1975 · 
1976 · 
1977 · 
1978 · 
1979 · 
1980 · 
1981 · 
1982 · 
1983 · 
1984 · 
1985 · 
1986 · 
1987 · 
1988 · 
1989 · 
1990 ·
1991 · 
1992 · 
1993 · 
1994 · 
1995 · 
1996 · 
1997 · 
1998 · 
1999 · 
2000 · 
2001 · 
2002 · 
2003 · 
2004 · 
2005 · 
2006 · 
2007 · 
2008 · 
2009 · 
2010 · 
2011 · 
2012 · 
2013 · 
2014 · 
2015 · 
2016 · 
2017 · 
2018 · 
2019 · 
2020 · 
2021 ·
2022 ·
2023 ·
2024
Albanië ·
Algerije ·
Andorra ·
Argentinië ·
Armenië ·
Australië ·
Azerbeidzjan ·
Barbados ·
België ·
Bosnië en Herzegovina ·
Brazilië ·
Bulgarije ·
Canada ·
Chili ·
Colombia ·
Costa Rica ·
Cyprus ·
Denemarken ·
Duitsland ·
Engeland ·
Estland ·
Faeröer ·
Finland ·
Frankrijk ·
Georgië · 
Griekenland ·
Honduras ·
Hongarije ·
Ierland ·
IJsland ·
Israël ·
Italië ·
Joegoslavië ·
Kazachstan ·
Kosovo ·
Kroatië ·
Letland ·
Liechtenstein ·
Litouwen ·
Luxemburg · 
Malta ·
Marokko ·
Mexico ·
Moldavië ·
Montenegro ·
Nederland ·
Nieuw-Zeeland ·
Noorwegen ·
Oekraïne ·
Oostenrijk ·
Panama ·
Polen ·
Portugal ·
Qatar ·
Roemenië ·
Rusland ·
Saint Kitts en Nevis ·
San Marino ·
Schotland ·
Servië ·
Servië en Montenegro ·
Slovenië ·
Slowakije ·
Sovjet-Unie ·
Spanje ·
Thailand ·
Trinidad en Tobago ·
Tsjechië ·
Tsjecho-Slowakije ·
Turkije ·
Uruguay ·
Verenigde Staten ·
Wales ·
Wit-Rusland · 
Zuid-Korea ·
Zweden ·
Zwitserland
Frankrijk (1982) · Oekraïne (2016) · Oostenrijk (1982) · Polen (2016)